# Up All Night (One Direction-album)
Up All Night er titlen på et album fra britisk-irske boyband One Direction udgivet 18. november 2011, og navnet på titelnummeret.

## Trackliste
1. "What Makes You Beautiful" – 4:11
2. "Gotta Be You" – 4:04
3. "One Thing" – 3:17
4. "More Than This" – 3:48
5. "Up All Night" – 3:12
6. "I Wish" – 3:35
7. "Tell Me a Lie" – 3:15
8. "Taken" – 3:55
9. "I Want" – 2:51
10. "Everything About You" – 3:35
11. "Same Mistakes" – 3:37
12. "Save You Tonight" – 3:24
13. "Stole My Heart" – 3:25
14. "Stand Up" – 2:53
15. "Moments" – 4:22